# Lim Hyun-gyu
Lim Hyun-gyu (hangŭl (임현규?); Seul, 16 gennaio 1985) è un lottatore di arti marziali miste sudcoreano.
Combatte nella categoria dei pesi welter per la promozione statunitense UFC.

## Carriera nelle arti marziali miste

### Ultimate Fighting Championship
Il 20 settembre 2014 affrontò il giapponese Takenori Sato a UFC Fight Night 52, aggiudicandosi la vittoria tramite KO tecnico al primo round.
Il 16 maggio 2015 combatté Neil Magny all'evento UFC Fight Night 66, venendo sconfitto via KO tecnico al secondo round.
Lim avrebbe dovuto affrontare Dominique Steele il 28 novembre 2015 a UFC Fight Night 79. Tuttavia, Lim si ritirò dalla sfida alcuni giorni prima dell'evento e fu sostituito dal connazionale Dong Hyun Kim.
Il 20 agosto doveva affrontare Sultan Aliev all'evento UFC 202. Tuttavia, Aliev venne rimosso dalla card nei primi giorni di agosto per l'infortunio del polso. Al suo posto venne inserito Mike Perry. Durante l'incontro Lim venne più volte mandato al tappeto con potenti pugni al volto, finendo per essere sconfitto per KO tecnico nella prima ripresa.

### Risultati nelle arti marziali miste
| Risultato | Record | Avversario | Metodo             | Evento                       | Data           | Round | Tempo | Città                  | Note |
| --------- | ------ | ---------- | ------------------ | ---------------------------- | -------------- | ----- | ----- | ---------------------- | ---- |
| Sconfitta | 13-6-1 | Mike Perry | KO Tecnico (pugni) | UFC 202: Diaz vs. McGregor 2 | 20 agosto 2016 | 1     | 3:38  | Las Vegas, Stati Uniti |      |